# Ketama126
Ketama126, pseudonimo di Piero Baldini (Latina, 30 marzo 1992), è un rapper e produttore discografico italiano.

## Biografia
Nato a Latina, figlio di Adalberto Baldini, sassofonista non professionista e in seguito turnista nei concerti del duo Carl Brave x Franco126, cresce a Roma, dove durante l'adolescenza fonda la crew Lovegang, conosciuta anche come 126 (stilizzato CXXVI) assieme a Sean126 (successivamente noto come Pretty Solero), Franco126, Drone126, Asp126, Gordo e Ugo Borghetti. Il loro nome deriva dai centoventisei gradini che compongono la Scalea del Tamburino tra Trastevere e Monteverde, zona spesso frequentata dai membri. La scelta dello pseudonimo è legata ad un particolare aneddoto citato dallo stesso Ketama:
Oltre ad essere un rapper, è anche produttore di molti dei suoi brani. Come beatmaker utilizza talvolta l'alias Tama.

### 2014-2015: Primi anni
Nel 2014 ha pubblicato il mixtape 10 Pezzi in collaborazione con SeanyDelRey (precedentemente noto come Sean126 e successivamente come Pretty Solero). Nel mixtape sono presenti le collaborazioni con Nino Brown e Carl Brave in alcuni brani. La quasi totalità delle produzioni sono a cura dell'artista.
L'anno seguente ha pubblicato il suo album di debutto Benvenuti a Ketam City, sotto l'etichetta Smuggler's Bazaar. Nell'album sono presenti featuring con Franco126, Side (già membro della Dark Polo Gang) e Pretty Solero. Le produzioni sono a cura di Drone126, Il Tre, Nino Brown e lo stesso Ketama.

### 2016-2017:Oh Madonna
Nel 2016 annuncia il suo secondo disco ufficiale, Oh Madonna, pubblicato il 6 giugno 2017 per le etichette Asian Fake e Soldy Music (quest'ultima fondata dall'artista). La scelta del nome viene giustificata da Ketama in un'intervista:
L'uscita dell'album viene anticipata dalla pubblicazione di alcuni brani già diffusi nel corso del 2016 come Pantani e Canadair in collaborazione con Carl Brave. Nel corso del 2017 pubblica tre ulteriori singoli a distanza di un mese dall'altro in anticipazione all'album: Fiocco di Neve, Dolcevita e Piccolo Kety. I già citati singoli vengono tutti accompagnati dai rispettivi videoclip. L'album vede la partecipazione di molti membri della Lovegang tra cui Carl Brave (sia come rapper che come produttore), Franco126 e i produttori Drone126 e Nino Brown. Le restanti produzioni sono realizzate dai producer romani Kamyar e G Ferrari, oltre che da Ketama stesso (con l'alias Tama).

### 2017-2018:Rehab
Nel corso del 2017, successivamente alla pubblicazione del suo secondo album Oh Madonna, pubblica un nuovo singolo dal titolo Giovane e Selvaggio con relativo videoclip. In seguito collabora con Drone126 per la realizzazione dei brani Pillole blu e La danza dei soldi; quest'ultimo brano fa parte di un progetto, chiamato Amor Vincit Omnia, composto da tre canzoni interamente prodotte dallo stesso Drone126 in collaborazione con Franco126, Pretty Solero e, appunto, Ketama.
Nel 2018 è la volta del nuovo album che viene annunciato, seppur non ufficialmente, da alcuni post pubblicati da Ketama su Instagram, nei giorni precedenti l'uscita, che scandivano un count-down. L'album viene anticipato dalla pubblicazione del brano dal titolo Con te e del relativo videoclip. Il disco, privo di una data di pubblicazione, esce a sorpresa il 25 maggio 2018 per le etichette Asian Fake e Soldy Music con il titolo Rehab. L'album è interamente prodotto dall'artista, con contributi di G Ferrari e Close Listen. Le uniche collaborazioni presenti nell'album vedono come protagonisti i compagni di crew, Pretty Solero e Franco126. Il disco, inizialmente uscito soltanto come copia virtuale, viene pubblicato anche in edizione fisica nel luglio 2018.

### 2019-2020:Kety
Il 23 maggio 2019 ha pubblicato il primo singolo estratto dall'album successivo: Scacciacani, in collaborazione con il rapper lombardo Massimo Pericolo.
Il 25 settembre dello stesso anno ha annunciato sul proprio profilo Instagram la data di uscita del nuovo album, Kety. L’uscita di quest'ultimo è stata anticipata dal singolo Cos'è l'amore, un featuring postumo con Franco Califano, principale esponente della scuola cantautorale romana, di cui è stato campionato un ritornello da un brano inedito. Il disco viene pubblicato il 18 ottobre e vede la collaborazione di diversi artisti appartenenti alla scena rap italiana, tra cui Massimo Pericolo, Noyz Narcos, Fabri Fibra, Tedua, Speranza, Generic Animal e Franco126.
Il 20 dicembre 2019 ha realizzato una versione remixata del singolo In questa città di Max Pezzali. La copertina del nuovo singolo, chiamato In questa città (Roma Milano Remix), è stata disegnata dal fumettista italiano Zerocalcare.
Il 3 luglio 2020 è stata pubblicata l'edizione deluxe dell'album in studio Kety, denominata Reborn. Contenente cinque tracce inedite, è stata pubblicata anche in versione doppio vinile; tra i nuovi ospiti è presente Side Baby, ex-componente del collettivo romano Dark Polo Gang. Il 25 settembre ha partecipato come ospite al singolo di Lil Jolie Panico, pubblicato da Warner Music Italy e accompagnato da un video musicale pubblicato su YouTube, mentre il 27 ottobre ha preso parte al singolo Resta cu me di Nicola Siciliano.
Nell'ottobre 2020 ha partecipato insieme ad Ernia, Vegas Jones, Lazza, Beba e Maruego, al libro del giornalista Andrea Bertolucci: Trap Game. I 6 comandamenti del nuovo hip hop, edito da Hoepli.

### 2022-presente:Armageddone33
Nel 2022 ha pubblicato i singoli Ragazzi fuori e Armageddon, che hanno anticipato l'uscita del quinto album in studio Armageddon, uscito il 22 giugno. Il disco contiene diverse collaborazioni con Baby Pantera, Carl Brave, Franco126, Noyz Narcos, RAF Camora, Pretty Solero, The Whispers, Yung Beef e Kaydy Cain.
Nel 2025 ha pubblicato i singoli La caciara e 33, che hanno anticipato l'uscita del sesto album in studio 33, uscito il 23 maggio.

## Stile e influenze musicali
Nel corso della sua carriera Ketama, ha più volte ribadito di essere stato influenzato dal genere rock e da tutto ciò che ne consegue. In particolare nel suo terzo album Rehab, in brani come Lucciole e la titletrack si può percepire tale influenza. In un'intervista rilasciata per la rivista, in edizione italiana, Rolling Stone ha affermato:
L'album è inoltre fortemente influenzato da artisti come XXXTentacion e Lil Peep.

## Discografia
- 2015 – Benvenuti a Ketam City
- 2017 – Oh Madonna
- 2018 – Rehab
- 2019 – Kety
- 2022 – Armageddon
- 2025 – 33